# کلیسای سن آلفونسو (کوئنکا)
باسیلیکای بانوی ما از سوکوروی همیشگی معروف به کلیسای سن آلفونسو (به اسپانیایی: Iglesia de San Alfonso) یکی از کلیساهای تاریخی شهر کوئنکا در اکوادور است که معماری نئو گوتیک دارد.